# Eine ganze Nacht
Eine ganze Nacht (Originaltitel: Toute une nuit) ist ein Film von Chantal Akerman aus dem Jahr 1982.

## Handlung
Brüssel in einer heißen Sommernacht. Als der Film beginnt, ist bereits die Dunkelheit hereingebrochen. In der Mitte der Nacht, ein Gewitter. Der Film endet in der Morgendämmerung des nächsten Tages.
Zu sehen: einzelne Momente und kurze Szenen, manche Figuren nur für einen Moment, nur in einer Szene, andere über die Dauer der Nacht ein paar Male, so dass sich daraus einige wenige kurze Geschichten ergeben.
Nur wenige Menschen können schlafen in der Hitze dieser Nacht. Die meisten drängt es hinaus, in die Straßen oder in Bars. Paare finden sich, in Wiederbegegnungen oder spontan zum Tanz. Andere Paare trennen sich. Eine Frau verlässt ihren Mann, geht ins Hotel und kehrt doch am Ende der Nacht nach Hause zurück. Ein älterer Mann sitzt bis spät nachts am Schreibtisch und arbeitet, ein anderer sitzt in seiner Einsamkeit am offenen Fenster und lauscht den Geräuschen der schlaflosen Stadt.
Ein Film mit sehr wenig Dialog. Einmal ein paar Worte am Telefon. Einmal ein kurzes Gespräch eines Paares im Bett, und die Frau sagt: „Wäre doch dieser Sommer bald zu Ende“. Einmal, leise vor sich hinsprechend, ein Mann, dessen Freund gerade fort musste und der jetzt einen Brief anfängt mit den Worten: „Lieber Vincent, schon jetzt fehlst du mir.“ Noch ein paar solche Situationen, aber sehr viel mehr gesprochene Worte fallen nicht in diesem Film.

## Musik
Drei Musikstücke gibt es zu hören: Eines der Kindertotenlieder von Gustav Mahler, sowie – jeweils zum Tanz von Paaren – Ma Révérence von Véronique Sanson und L’amore perdonerà von Gino Lorenzi. Dieses Lied, da es außerdem häufig kurz anklingt, wirkt wie ein musikalisches Leitmotiv des Films.

## DVD
2006: (zusammen mit Golden Eighties) in der Reihe Collection 2 Films De der Cahiers du cinéma. (Französische Originalfassung.)